# Sea Breeze
Pour les articles homonymes, voir Breeze.
Ne doit pas être confondu avec SeaBreeze.
Le Sea Breeze est un cocktail alcoolisé officiellement reconnu par l'IBA. Il fait partie de la catégorie « Populaire » et est une long drinks.

## Histoire
Il s'agit d'un cocktail typiquement estival (« brise de la mer »), également en raison de la disponibilité d'ingrédients de saison. La vodka et le jus de fruits sont un mélange habituel que l'on retrouve dans de nombreuses boissons (comme le Screwdriver). Il existe également une variante hawaïenne, le Bay Breeze, avec du jus d'ananas au lieu du jus de pamplemousse,.
Le cocktail remonte aux années 1920, mais il semble que la recette originale était différente de celle utilisée aujourd'hui : par exemple, le gin et la grenadine ont remplacé la vodka et le jus de pamplemousse.